# 1826 en philosophie
Chronologie de la philosophie
- 1822
- 1823
- 1824
- 1825
- 1826
- 1827
- 1828
- 1829
- 1830

L’année 1826 a été marquée, en philosophie, par les événements suivants :

## Publications

### Traductions
- Jakob Böhme : Clef (1624). Trad. 1826

## Conférences
- Conférences Esthétique ou philosophie de l'art, par Hegel.

## Naissances
- 9 octobre : Jacques-Henri Meister (né en 1744), écrivain suisse[1], ancien secrétaire de Grimm, il a également fourni plusieurs articles au Journal de Lecture[2].